# Gargazzone
Gargazzone, németül: Gargazon, település Olaszországban, Bolzano autonóm megyében. Lakosainak száma 1767 fő (2023. január 1.). Gargazzone Meltina, Nalles, Postal, Terlano, Tesimo és Lana községekkel határos.

## Népesség
A település népességének változása:
| Lakosok száma | 1505 | 1702 | 1688 | 1767 |
|               | 2008 | 2017 | 2018 | 2023 |